# 진원생명과학
진원생명과학(GeneOne Life Science)주식회사는 의류용 심지 제조 및 판매를 목적으로 설립되어 의약품 개발 및 제조, 판매의 사업도 영위하고 있는 코스피 상장기업이다. 의약품의 판매는 자체 브랜드가 아닌 CMO 형태로 외주 생산한다.

## 역사
1976년 1월 27일 의류용 심지 전문제조 및 판매를 목적으로 ‘동염’이란 회사명으로 설립했다. 1981년 ‘동일심지’로 회사명을 변경했고, 1987년 11월 16일에 한국거래소에 주식을 상장했다. 2005년 미국 바이오 회사가 인수한 후 회사명을 ‘VGX인터’로 바꾼 후 2014년 3월 다시 ‘진원생명과학’으로 변경하였다.

## 사업
CMO(Contract Manufacturing Organization)는 제약기업에 아웃소싱 형식으로 생산을 대행하는 기업을 뜻하며, 생산 아웃소싱 또는 바이오의약품 위탁 생산 등으로 불린다. 생산시설이 부족하거나 보유하지 않은 중소형 바이오・제약회사 또는 효율성을 추구하는 대형 제약회사들이 이용한다. 요약하면, CMO란 OEM 또는 ODM을 제약 분야에서 지칭하는 어휘인 셈이다.
바이오의약품 CMO 사업 부문에서는 대상포진 등의 DNA백신 등을 생산한다. 심지사업부는 대한민국 시장 점유율 50~60%를 차지하고 있으나 경기불황과 후발국의 저가 제품 공세로 수익성이 나빠지는 상황이다.
매출구성은 의약품 CMO 매출 40%, 기타 심지 관련 매출 60% 가량으로 이루어진다.

## 자회사
VGXI

## 테마
2014년 에볼라 바이러스가 유행한 이후, 진원생명과학은 미국의 이노비아와 에볼라 백신을 공동 개발하고 있는 것으로 알려진 이유로 에볼라 테마주로 묶여 크게 상승했다. 2014년 9월 30일에는 주가가 1,155원이었으나, 2014년 10월 17일에는 3,015원까지 급등하는 모습을 보였다.

## 같이 보기
- 황금 낙하산